# 이은진 (연출가)
이은진(1981년 ~ )은 KBS 드라마본부의 프로듀서이다. 데뷔: 2004년 KBS 30기 프로듀서.

## 방송 출연
- 2010년 : KBS2 수목대기획  《제빵왕 김탁구》 ... 공동연출[3][4]
- 2010년 : KBS2 월화미니시리즈 《영광의 재인》 ... 공동연출[5]
- 2011년 : KBS2 드라마스페셜 2011  《걱정마세요 귀신입니다》 ... 연출[6]
- 2012년 : KBS2 드라마스페셜 2012  《기적같은 기적》 ... 연출[7][8]
- 2012년 : KBS2 2부작 드라마  《연애를 기대해》 ... 연출[9]
- 2013년 : KBS2 드라마스페셜 2013  《곡비》 ... 연출[10]
- 2014년 : KBS2 월화미니시리즈  《트로트의 연인》 ... 공동연출[11]
- 2014년 : KBS2 월화미니시리즈  《동네변호사 조들호》 ... 공동연출[12]
- 2016년 : KBS2 수목미니시리즈  《김과장》 ... 프로듀서[13]
- 2018년 : KBS2 수목미니시리즈  《죽어도 좋아》 ... 연출[14]
- 2022년 : KBS2 월화미니시리즈  《법대로 사랑하라》 ... 연출[15]

1. ↑  기자, 최영주 (2015년 3월 18일). “송혜교·현빈 없는 드라마국, ‘그들이 사는 세상’”. 2024년 4월 1일에 확인함.
2. ↑  “송혜교·현빈 없는 드라마국, '그들이 사는 세상' : 네이트 뉴스”. 2024년 5월 22일에 확인함.
3. ↑  “'김탁구'는 무슨 뜻?… '제빵왕 김탁구', 극 중 이름들로 화제”. 2010년 9월 1일. 2024년 5월 22일에 확인함.
4. ↑  “'김탁구'는 무슨 뜻?… '제빵왕 김탁구', 극 중 이름들로 화제”. 2010년 9월 1일. 2024년 5월 22일에 확인함.
5. ↑  “[포토] '영광의 재인' 이진, '초미니로 각선미 뽐내며~'”. 2011년 10월 5일. 2024년 5월 22일에 확인함.
6. ↑  “`걱정마세요, 귀신입니다` 호평 `애틋한 로맨스`”. 2012년 7월 16일. 2024년 5월 22일에 확인함.
7. ↑  김영주 (2012년 12월 3일). “KBS 드라마 스페셜  감성 연출+섬세 각본+진심 열연 3박자 호평일색”. 2024년 5월 22일에 확인함.
8. ↑  bntnews. “'걱정마세요, 귀신입니다' 호평 "단막극 맞아?"” (카누리어). 2024년 5월 22일에 확인함.
9. ↑  유진형 (2013년 9월 5일). “이은진 PD "'연애를 기대해', 판타지 아닌 실제 연애 보여줄 것"”. 2024년 5월 22일에 확인함.
10. ↑  “[T포토] 이은진 "연애가 무엇인지 생각해보는 작품"(연애를 기대해)”. 2013년 9월 5일. 2024년 5월 22일에 확인함.
11. ↑  “[사진]이은진 PD,'발칙하게 고고 기대되시죠?'”. 2015년 10월 2일. 2024년 5월 22일에 확인함.
12. ↑  “조들호' PD "박신양에 '배우학교' 학생들 카메오 제안"”. 2016년 4월 2일. 2024년 5월 22일에 확인함.
13. ↑  “[인터;뷰] 김선호 “10년째 재밌는 연기, 10년 더 재미있기를””. 2018년 11월 17일. 2024년 5월 22일에 확인함.
14. ↑  김예랑 (2028년 11월 5일). “'죽어도 좋아' PD "직장 상사 대부분 본인이 '진상'인줄 몰라" 기획 이유”. 2024년 5월 22일에 확인함.
15. ↑  Inc, Digital Chosun. “[종합] "싱크로율 300%"…'법대로 사랑하라' 이승기X이세영, 흥행 아이콘의 만남”. 2024년 5월 22일에 확인함.